# Byordning
Byordning är en överenskommelse mellan byamännen i den oskiftade byn, byalaget, angående gärdesgårdar, boskapens släppande på bete, tiden för sådd och skörd, brandsyn, väglagning, tiggeri och dylikt.
Från slutet av medeltiden finns byordningar bevarade i Tyskland och Danmark, den äldsta danska är från 1460. Det stora flertalet svenska byordningar är från tiden efter 1750, den äldsta är en skånsk byordning från 1632. Sedan genom en kunglig resolution på allmogens allmänna besvär 1 september 1741 stadgats att byordningar fick stadfästas av häradsrätten, utfärdades ett kungligt brev till landshövdingarna 20 februari 1742 angående landskulturens upphjälpande en mönsterbyordning. Med denna som mönster tillkom därefter talrika byordningar i landets olika delar.